# Peter Hirschfeld
Pour les articles homonymes, voir Hirschfeld.
Peter J. Hirschfeld, né le 11 mai 1957 à Washington, est un physicien américain, actuellement professeur émérite à l'Université de Floride et un Fellow élu de la Société américaine de physique. 
Son laboratoire étudie les problèmes de la théorie moderne à plusieurs corps associée à la supraconductivité et aux matériaux quantiques, ,.

## Prix et récompenses
- 2001 : Prix Friedrich-Wilhelm-Bessel
- 2022 : Prix John Bardeen (de), avec Jörg Schmalian et Mohit Randeria ; pour leurs travaux sur la nature de la supraconductivité, sa réalisation dans des systèmes fortement corrélés et la recherche expérimentale sur des supraconducteurs non conventionnels[4].

## Publications (sélection)
- avec A. E. Ruckenstein et J. Appel : « Mean-field theory of high-Tc superconductivity: The superexchange mechanism », Physical Review B, vol. 36, no 1,‎ juillet 1987, p. 857-860 (lire en ligne).
- avec P. Wölfle et D. Einzel : « Consequences of resonant impurity scattering in anisotropic superconductors: Thermal and spin relaxation properties », Physical Review B, vol. 37,‎ 1988, p. 83 (/).
- avec Nigel Goldenfeld : « Effect of strong scattering on the low-temperature penetration depth of a d-wave superconductor », Physical Review B, vol. 48,‎ 1993, p. 4219 (lire en ligne).
- avec S. Graser, T. A. Maier et Douglas James Scalapino : « Near-degeneracy of several pairing channels in multiorbital models for the Fe pnictides », New Journal of Physics, vol. 11,‎ 2009 (lire en ligne  [PDF]).
- avec Andreas Kreisel et Brian M. Anderson : « On the Remarkable Superconductivity of FeSe and Its Close Cousins », Symmetry, vol. 12,‎ 2020 (lire en ligne).